# Base aérienne 188 Djibouti "Colonel Massart"
 (mai 2022).
 (février 2024).
Si vous disposez d'ouvrages ou d'articles de référence ou si vous connaissez des sites web de qualité traitant du thème abordé ici, merci de compléter l'article en donnant les références utiles à sa vérifiabilité et en les liant à la section « Notes et références ».
La base aérienne 188 « Colonel Massart » est située en république de Djibouti, et est regroupé avec l’aéroport international Ambouli. Elle est l’héritière d’une présence aéronautique militaire française continue depuis 1932 et participe à de nombreuses missions telles que la police du ciel, la recherche, le sauvetage. Elle assure, aux côtés de l’Armée de l’air et de l’aviation civile djiboutiennes, la coordination de l’activité aérienne internationale.

## Historique

### Création de l'escadrille de la côte française des Somalis (CFS)
L’Armée de l’air est présente à Djibouti depuis 1932. L’escadrille de la côte française des Somalis (CFS) est constituée le 1er avril 1933, sur le terrain des Salines, avec trois Potez 25 TOE et un Potez 29 sanitaire, qui sont détachés du 39e régiment d’aviation stationné au Levant. En juin 1935, le ministère de l’Air décide de transférer la base aérienne sur le terrain de Gabode.

### La Seconde Guerre mondiale
Malgré l’invasion de l’Éthiopie par l’Italie en 1935, l’accroissement des moyens aériens est modeste. Au début de la guerre, les italiens veulent conquérir le Somaliland britannique. Les Potez 25 appuient les Britanniques et mènent des missions de reconnaissance et bombardent l’avant-poste de Dewele en Éthiopie. Djibouti et son aérodrome sont bombardés par les italiens en juin 1940.
Après l’armistice, les Britanniques conquièrent l’Éthiopie sous occupation italienne. Les Potez 29 ravitaillent le territoire alors soumis à un blocus. Le ralliement aux Forces françaises libres intervient en décembre 1942. L’escadrille de police et de sécurité EPS 1/85 est créée. L’escadrille de liaisons aériennes ELA 51 lui succède en 1946 sur AAC-1 « Toucan » et Morane-Saulnier MS500 « Criquet ».

### L'après-guerre
En 1948, une piste en dur et une aérogare sont construites sur le site d’Ambouli. Cela marque la création de la base aérienne 188. L’officialisation est faite en juillet 1949. En 1955, la base aérienne se dote d’un insigne commun avec le commandement de l’air en CFS, homologué sous le n° A 637. En 1958, l’ELA 51, rééquipé de Marcel Dassault MD 315 et de Douglas C-47 « Skytrain », devient l’escadrille outre-mer n° 88. La piste est allongée ; l’escadrille se renforce avec les hélicoptères Sikorsky H-19, SE 3130 « Alouette II » et Sikorsky H-34 dans les années soixante.
En 1963, l’escadron d’appui aérien 1/21 est créé, doté de Douglas AD-4 « Skyraider ». Ces  monomoteurs renforcent la présence française dans cette région. Devenue territoire français des Afars et des Issas en 1967, la base aérienne 188 acquiert une importance stratégique dans le contexte de la guerre froide. Le 29 décembre 1972, a lieu le dernier vol des AD-4 Skyraider à Djibouti. C'est la fin de l’aviation de chasse « à hélice ». Les « Skyraider » sont remplacés, en 1973, par les North American F-100D « Super Sabre » de l’escadron de chasse (EC) 4/11 « Jura » qui œuvre aux côtés du groupe aérien mixte d’outre-mer 88 équipé de Nord 2501 « Noratlas » et d’hélicoptères.
La base aérienne 188 porte, depuis 1967, l’insigne homologue n°A.961. L’année suivante, le colonel Émile Massart trouve la mort à bord de son Skyraider : la base aérienne portera son nom près de dix ans plus tard.

### L’indépendance de la république de Djibouti – 1977

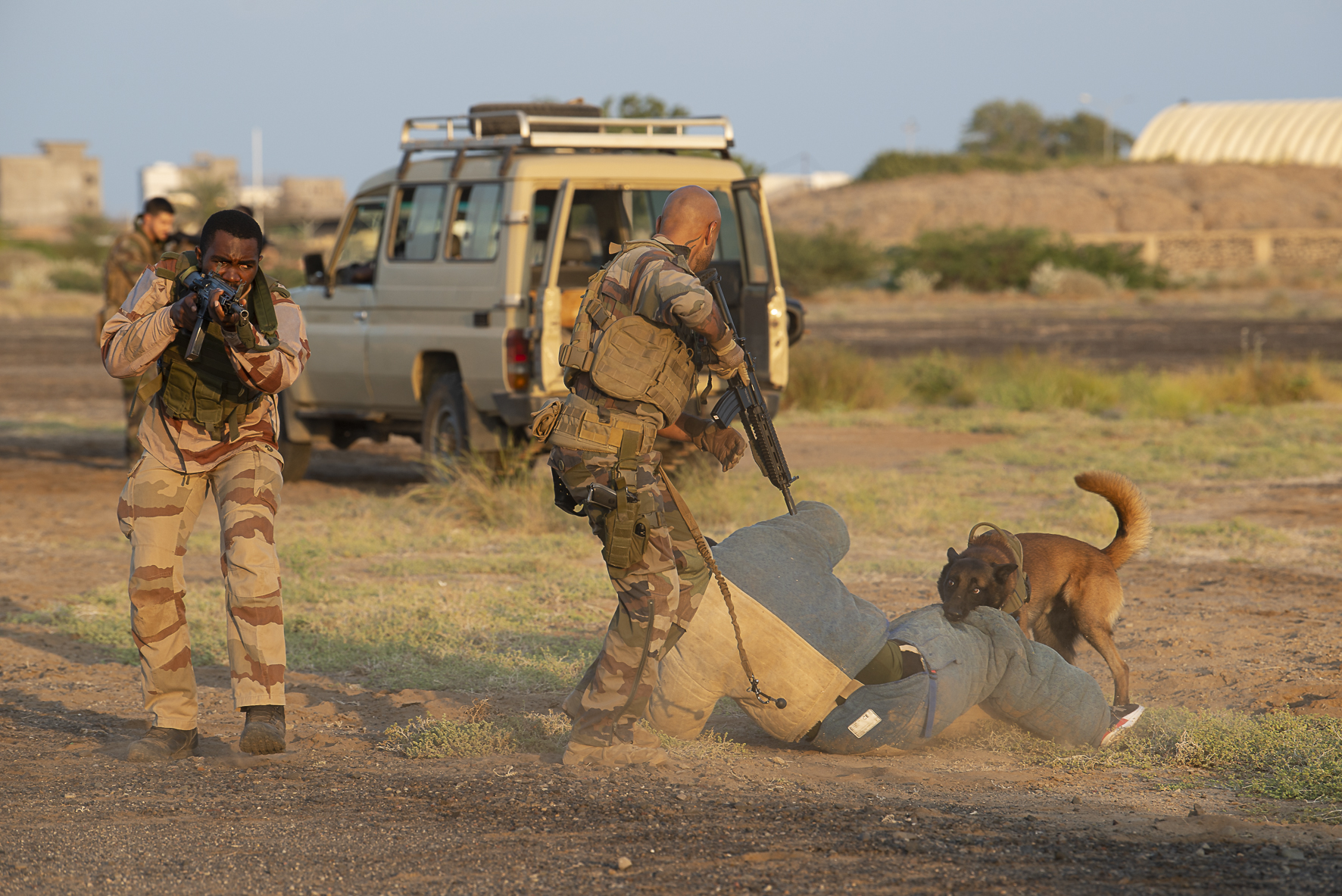
Commandos de la BA 188 procédant à un exercice d'interpellation avec l'équipe cynophile

L’indépendance de la république de Djibouti est déclarée le 27 juin 1977. Dès lors, la base aérienne 188 « Colonel Massart » devient un détachement Air. La France y maintient un dispositif militaire auquel contribue l’Armée de l’air : les Forces françaises stationnées à Djibouti (FFDJ). 

En 1978, l’Armée de l’air remplace  les Super Sabre par les Dassault Mirage IIIC de l’escadron de chasse 3/10 « Vexin ». Ils sont relevés dix ans plus tard par des Mirage F-1C. En septembre 2000, la base aérienne devient une base de soutien à vocation interarmées. L’escadron de chasse 4/33 « Vexin » est équipé de dix Mirage 2000 C/D et l’escadron de transport d’outre-mer ETOM 88 « Larzac » d’un Transall C-160, de deux hélicoptères SA -330 Puma et d’un AS 555 Fennec. Le format de la base aérienne est ajusté à compter de 2011, compte tenu de la création de la base aérienne 104 d’Al Dhafra aux Émirats Arabes Unis. La base aérienne 188 compte désormais 4 Mirage-5F au sein de l’escadron de chasse 3/11 « Corse », un CN 235 et trois PUMA au sein de l’escadron de transport ET 88 « Larzac ». L’escale aérienne militaire, capable d’accueillir des A400 M et A330 Phénix de l’Armée de l’air et de l’Espace, est un hub régional pour les opérations. Deux radars Centaure assurent en permanence la surveillance et le contrôle de l’espace aérien Djiboutien.

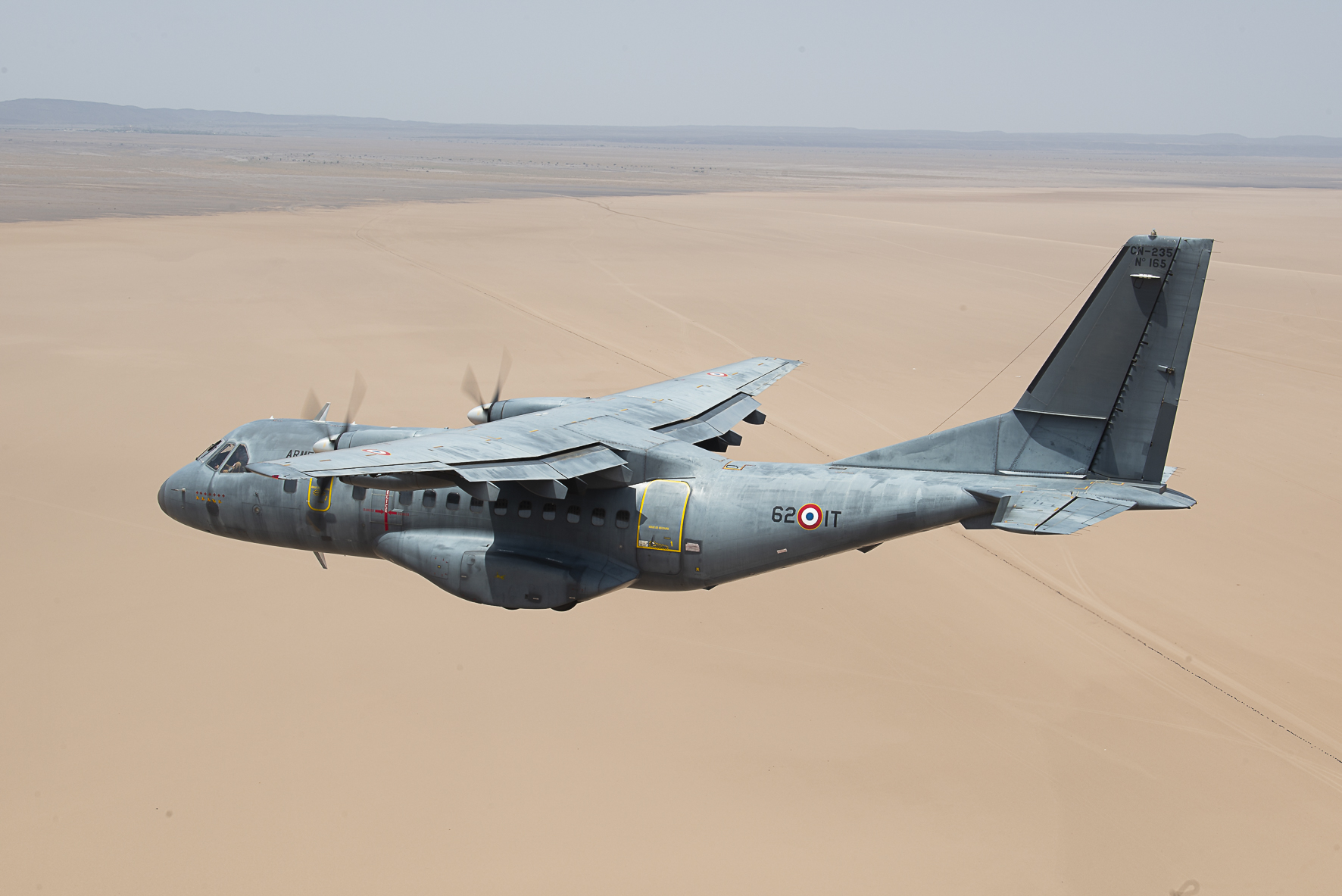
Casa CN-235 en vol

### Histoire de la11eescadre de chasse: de 1952 à nos jours
Créée le 1er août 1952 sur la base aérienne 112 de Reims, et dissoute le 24 juin 1994 sur la base aérienne 136 de Toul-Rosière, la 11e escadre de chasse a pris part à l’ensemble des conflits de la seconde moitié du XXe siècle, notamment en Indochine (1950-1951), en Algérie (1952-1961), en Irak (1990-1991) et en Afrique.
Équipée à sa création de Republic F84-G Thunderjet, la 11e escadre (composée des escadrons de chasse 1/11 « Roussillon », 2/11 « Vosges », 3/11 « Corse » et 4/11 « Jura ») exécute les missions traditionnelles des unités de l'aviation de chasse : défense aérienne et appui tactique de surface. 
Le 5 août 1950, le « Roussillon » rejoint l’Indochine et s’illustre dans des missions de bombardement et d’appui, notamment au cours de la bataille de la RC 4. Fin novembre 1952, l’escadre quitte Reims pour rejoindre la BA 139 de Lahr. Dès juin 1953, les escadrons de chasse 1/11 « Roussillon » et 2/11 « Vosges » gagnent la base aérienne 116 de Luxeuil-les-Bains.  L'escadre s'enrichit d'un troisième escadron, le 3/11 « Jura »,  et est équipée de 75 appareils. 
Le 16 mai 1956, les Republic F84-G Thunderjet laissent la place aux Republic F84-F Thunderstreak. À partir du 15 mai 1956, les pilotes de la «11» entament une noria algérienne dans le cadre du parrainage des unités de chasse engagées en Algérie. Ils épaulent les escadrilles d’aviation légère et d’appui 3/71 et 21/72 à Djelfa et 16/72 à Biskra. Equipés de Sipa S.111 puis de North American T-6G, ils prennent part aux combats de la province des Aurès-Mementcha, lors de la guerre d’Algérie, jusqu'en 1962. 
Le 12 novembre 1957, l'escadron de chasse 3/11 « Jura » est dissous. L'escadre ne possède plus que soixante avions. Ils seront bientôt remplacés par des North American F-100 Super-Sabre. 
Du 1er juin 1961 au 13 septembre 1967, l'escadre stationne sur la base aérienne de Bremgarten, en Allemagne fédérale. L’escadron de chasse 2/11 « Vosges » devient le seul escadron français à vocation nucléaire intégré dans l’OTAN. 
Le 1er avril 1966, l'escadron 3/11 est recréé et reprend les traditions du « Corse ». Le 13 septembre 1967, l’escadre retourne en France sur la base aérienne 136 de Toul Rosières . Dans le cadre de la mission CAFI (Composante Air de la Force d'Intervention), le « Corse » effectue pour la première fois le ravitaillement en vol sur F-100 « Super-Sabre ». 
En décembre 1972, la 11e escadre de chasse se renforce : lui est rattaché l'escadron 4/11 « Jura » stationné à Djibouti. À partir du 24 mai 1978, il abordera la livrée emblématique des « Requin de la Mer Rouge ». Le 7 février 1975, l’EC 3/11 « Corse » est doté du « Jaguar ». L'escadre monte en puissance, l'aventure africaine de la « 11 » peut reprendre ; elle survole à présent la plupart des pays de l'Afrique francophone et du Liban. 
En 1977, 1978, 1979, la 11e escadre, en appui des forces d'action extérieures, intervient à plusieurs occasions au-dessus des territoires de Mauritanie (opération Lamantin) et du Tchad (opération Tacaud). Elle donne une dimension nouvelle à l'aviation de combat, par sa capacité de projection de puissance et sa rapidité d'intervention. La 11e escadre ne quittera plus le territoire africain, contribuant au maintien de la paix. L’année 1983 (opération Manta) voit un renforcement de sa présence, notamment en République centrafricaine et au Tchad. En 1985 (opération Chevesne), la 11e escadre prend la relève temporaire de la force Olifant qui croise au large du Liban. Une patrouille simple effectue un vol de reconnaissance France - Liban - France en sept heures de vol. 
Le 16 février 1986, l’EC 1/11 « Roussillon » intervient avec 11 Jaguars (seul aéronef ravitaillable en vol) au nord du 16e parallèle, et détruit la piste de Ouadi-Doum, au cours d'un raid de six heures.   Est mis en œuvre à titre  expérimental  le nouvel armement de suppression des défenses aérienne adverses, le missile Martel ; un bombardement classique de piste avec bombes anti-pistes permet à l’armée Tchadienne de reprendre la plateforme aérienne. L’EC 4/11 « Jura » quitte la Corne de l'Afrique, rejoint sa nouvelle affectation en terre girondine le 1er février 1979 et prend possession de ses nouveaux appareils. 
La 11e escadre de chasse est forte de quatre escadrons. Elle participe, sous la direction du centre d'opérations de la Force aérienne tactique (FATac-1re RA), à des exercices nationaux ou interalliés, dont des exercices tactiques interalliés « Red Flag » au Nevada. 
En 1988, l'escadre fête symboliquement son onzième anniversaire d'opérations en Afrique. Les pilotes et les Jaguar de la 11e escadre effectuent, à partir du 17 janvier, la première attaque à très basse altitude sur le terrain d’Al Jaber au Koweït, et détruisent des rampes de missiles SCUD. Cette mission est dirigée par le Commandant Mansion (2/11). Il est raconté qu'au cours de cette mission, une balle de Kalachnikov traversa la verrière du cockpit et le casque du capitaine Alain Chamagne (2/11) ; le visage en sang, il réussit à poser son appareil et devint le miraculé d’Al Jaber.[ref nécessaire].
Lors de l'opération « Desert Storm » (Guerre du Golfe), durant quarante-trois jours, la « 11 » lancera des raids journaliers sur le Koweït et l'Irak, avec succès et sans perte d'appareil, soit 555 missions de guerre au-dessus du territoire ennemi.
Durant les années « Jaguar », de nombreuses innovations sont apportées à l’Armée de l’air et reprises sur les avions futurs : les lances leurres infrarouge de queue, les puits de navigation numérique, l’éclairage de la perche de ravitaillement en vol et le lecteur de plaquettes de navigation. Les escadrons de la 11e escadre ont participé à la guerre des Balkans, en Ex-Yougoslavie. Ils ont mis en œuvre les nouveaux armements guidés laser lors de l’attaque de la piste de Pula, en 1995. 
À la suite des restructurations et des transformations structurelles de l’Armée de l’air, la 11e escadre de chasse est dissoute le 24 juin 1994. Le dernier escadron, le 3/11 « Corse », est dissous  le 31 juillet 1997.
À la fermeture définitive du Détachement air 136 de Toul-Rosière, le 31 août 2004, le drapeau de la « 11 » est mis en dépôt au Service historique de la défense.
À partir des années 1990 et jusqu’à aujourd’hui, les escadrons de chasse (EC) de la « 11 » entrent dans une ère axée vers l’instruction, la formation et la préparation au combat.
L’escadron de chasse 3/11 « Corse » est recréé à Djibouti à la place de l’escadron de chasse 4/33 « Vexin » le 11 novembre 2008, équipé de 7 Mirage 2000C et 3 Mirage 2000D. Dernier escadron de chasse héritier de la « 11 » en service opérationnel, il est équipé de quatre Mirage 2000-5F. Il assure les missions conventionnelles de défense aérienne et de police du ciel conformément au Traité de coopération en matière de défense entre la France et Djibouti. Il participe à la formation des pilotes du GC 1/2 « Cigognes » qui viennent pratiquer en terres Africaines et dans un environnement interarmées l’appui aérien et le tir air/sol, y compris de nuit sous jumelles de vision nocturne. 
Le « Corse » a été engagé lors des opérations de libération d’otage des navires Ponant, Carré d’As et Tanit, dans le Golfe d’Aden en 2008, à l’opération « Rigel » d’accrochage frontalier entre Djibouti et l’Érythrée en 2008, et lors de l’opération « Chammal » en Irak en 2014 et 2015, depuis la base aérienne d’H5 en Jordanie.[ref]
Depuis le 9 mai 2011, la base aérienne 188 a la garde du drapeau de la 11e escadre de Chasse, décoré de la croix de guerre des Théâtres d’opérations extérieures, avec les inscriptions : « Extrême-Orient 1950 – 1951 » pour son action en Indochine, « AFN 1952 – 1961 » pour sa participation à la guerre d’Algérie et enfin « Koweït 1990 – 1991 » pour ses faits d’armes lors de l’opération « Tempête du désert ». 
Située sur la route de l’Asie Pacifique, à mi-chemin entre l’Afrique et le Moyen-Orient, la base aérienne 188 accueille plusieurs fois par an des raids aériens de longue distance, conventionnels ou de dissuasion nucléaire aéroportée, le groupe aéronaval, ainsi que des exercices majeurs pour les trois armées. Elle participe également au rayonnement de l’AAE au cours de rassemblements au profit des hautes autorités françaises et étrangères en présentant des tableaux « air » à l’occasion de la visite annuelle de l’IHEDN à Djibouti.
La devise de 11e escadre de chasse est « Res non verba » (des actes plutôt que des paroles)

### Appareils
| Pré années 58                      |                                                                   |
| 1933-1939                          | Potez 25 TOE, Potez 29                                            |
| 1939-…                             | Potez 25, Potez 29 (sanitaire), Potez 631, Morane-Saulnier MS.406 |
| 1946-1958                          | AAC-1 « Toucan », Morane-Saulnier MS500 « Criquet »               |
| ETOM 88                            |                                                                   |
| 1958-1959                          | Junkers 52                                                        |
| 1958-1963                          | MD 315 Flamant                                                    |
| 1958-1963                          | Douglas C-47 « Skytrain »                                         |
| 1963-1973                          | Douglas AD-4 Skyraider                                            |
| 1963-1967                          | Sikorsky H-19                                                     |
| 1967-1972                          | Sikorsky H-34                                                     |
| 1965-…                             | Alouette II                                                       |
| 1967-1983                          | Nord 2501 Noratlas                                                |
| …-1997                             | Alouette III                                                      |
| Depuis 1996                        | SA330 Puma                                                        |
| 1997-…                             | AS555UN Fennec                                                    |
| 1983-2019                          | C-160 Transall                                                    |
| Depuis 2019                        | CASA CN-235                                                       |
| EC 4/11 « Jura »                   |                                                                   |
| 1958-1978                          | North American F-100D/F                                           |
| EC 3/10 « Vexin » - 4/33 « Vexin » |                                                                   |
| 1978-1988                          | Dassault Mirage IIIC                                              |
| 1994-2002                          | Mirage F1C                                                        |
| 2001-2008                          | Mirage 2000C                                                      |
| 2002-2008                          | Mirage 2000D                                                      |
| EC 3/11 « Corse »                  |                                                                   |
| 2008-2011                          | Mirage 2000 C                                                     |
| 2008-2016                          | Mirage 2000 D                                                     |
| Depuis 2011                        | Mirage 2000-5F (3)                                                |
| 2025-                              | Mirage 2000 D RMV (2)                                             |

## Missions et caractéristiques

### Forces françaises stationnées à Djibouti (FFDj)
Au sein de la zone de responsabilité permanente, le général commandant les FFDj (COMFOR) est le représentant du chef d’état-major des Armées (CEMA). Cette zone comprend les trois pays limitrophes de Djibouti ainsi que le Yémen, le Soudan et le Soudan du Sud, le Kenya et l’Ouganda. Les opérations conduites par les FFDj visent à combattre, stabiliser et soutenir.
Présentes dans le cadre du Traité de coopération en matière de défense signé le 21 décembre 2011 entre la république de Djibouti et la France, les forces françaises stationnées à Djibouti (FFDj) constituent le contingent le plus important de forces françaises pré-positionnées en Afrique avec 1 450 militaires, et l’une des deux bases opérationnelles avancées (BOA). Elle est la seule base sur la façade Est de l’Afrique capable d’offrir un point d’appui aéroportuaire pour projeter des forces en cas de crise sur le continent africain, vers l’océan Indien ou le Moyen-Orient. Ainsi, la présence permanente et significative de forces françaises à Djibouti permet à la France de jouer un rôle majeur pour la stabilité régionale tout en préservant ses intérêts stratégiques dans cette partie du monde.

### Missions de la BA 188
La république de Djibouti est un partenaire historique et un allié de la France dans la corne d’Afrique. Elle bénéficie d’une situation stratégique, au carrefour de l’Afrique de l’Est, du Moyen-Orient et de l’océan Indien, au cœur de l’arc de crise et sur des axes commerciaux, numériques et d’approvisionnement énergétique essentiels pour la France et l’Europe. Les forces françaises stationnées à Djibouti constituent ainsi un pivot stratégique et opérationnel important pour la France dans cette région du monde, ouverte sur l’Asie Pacifique.
Dans ce contexte, la base aérienne 188 est l’outil de combat de l’Armée de l’air et de l’espace en Afrique de l’Est. Elle est en permanence en mesure d’anticiper, prévenir, intervenir et protéger en cas de crise. Parfaitement intégrée auprès des autorités aéronautiques civiles et militaires djiboutiennes, en lien étroit avec les forces aériennes en présence dans la région (dont Espagne, Italie, États-Unis, Éthiopie, Japon), la base aérienne 188 participe à la protection de l’espace aérien, aux opérations de secours et assure un rôle de coordination de l’ensemble de l’activité aérienne internationale militaire sur le territoire au profit de l’État djiboutien.
Les missions de la BA188 sont directement déclinées de celles des FFDj : combattre, stabiliser, soutenir :
- Combattre : participation aux opérations et à la tenue des contrats opérationnels des armées ;
- Stabiliser : coopération opérationnelle régionale, tenue des engagements pris par la France dans le cadre des Traités, accords intergouvernementaux et accords techniques ;
- Soutenir : point d’appui, aguerrissement dans un environnement interarmées, maritime et désertique, point de départ aux opérations multi-champs, multi-domaines de demain.

Instrument de puissance de la France au service des opérations, la base aérienne 188 offre au général commandant les Forces françaises à Djibouti (COMFOR FFDj), en permanence et sous faible préavis, un éventail de capacités immédiatement disponibles à 6 000 kilomètres de Paris : surveillance de la situation aérienne, commandement et contrôle d’opérations aériennes, mise en œuvre d’une plateforme aéronautique, escale logistique principale, capacité d’intervention chasse, transport et hélicoptère, protection et appui à un dispositif aérien ou interarmées.
Elle est un véritable concentré de puissance aérienne en Afrique de l’Est et assure 24h/24, 7j/7 et 365 jours/an la surveillance et la défense de l’espace aérien djiboutien : missions essentielles inscrites dans le traité de coopération et de défense liant la France à Djibouti.
La base aérienne 188 réalise au profit de l’État djiboutien des missions spécifiques, régies par des traités et protocoles intergouvernementaux :
- Participation à la police du ciel de l’espace aérien djiboutien au titre du Traité de coopération en matière de défense entre la République française et la république de Djibouti du 21 décembre 2011 ;

- Participation aux opérations de recherche et sauvetage au titre de l’accord de coopération en matière d’aviation civile entre le gouvernement de la République française et le gouvernement de la république de Djibouti du 28 avril 1978 ;

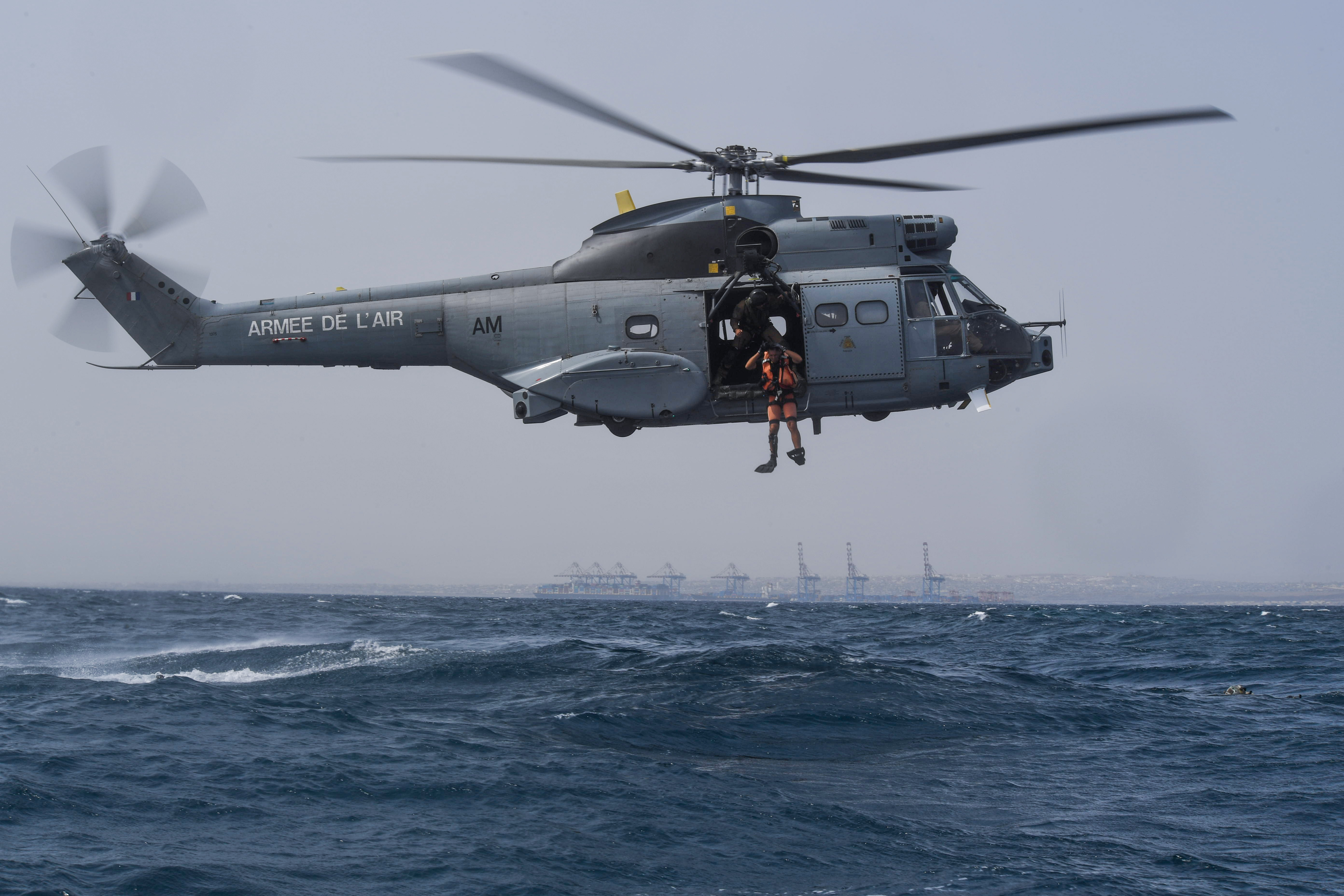
Puma procédant à un exercice d'entrainement au sauvetage maritime

- Concours au fonctionnement de l’aéroport international de Djibouti au titre du protocole entre le gouvernement de la République française et le gouvernement la république de Djibouti relatif aux prestations réciproques sur la plateforme aéroportuaire de Djibouti-Ambouli du 21 janvier 1999 ;
- Intervention en cas de sinistre (inondation ou incendie notamment), dans le cadre du protocole entre le gouvernement de la République française et le gouvernement la république de Djibouti fixant les modalités d’entraide entre les services de la protection civile du 14 avril 2013.

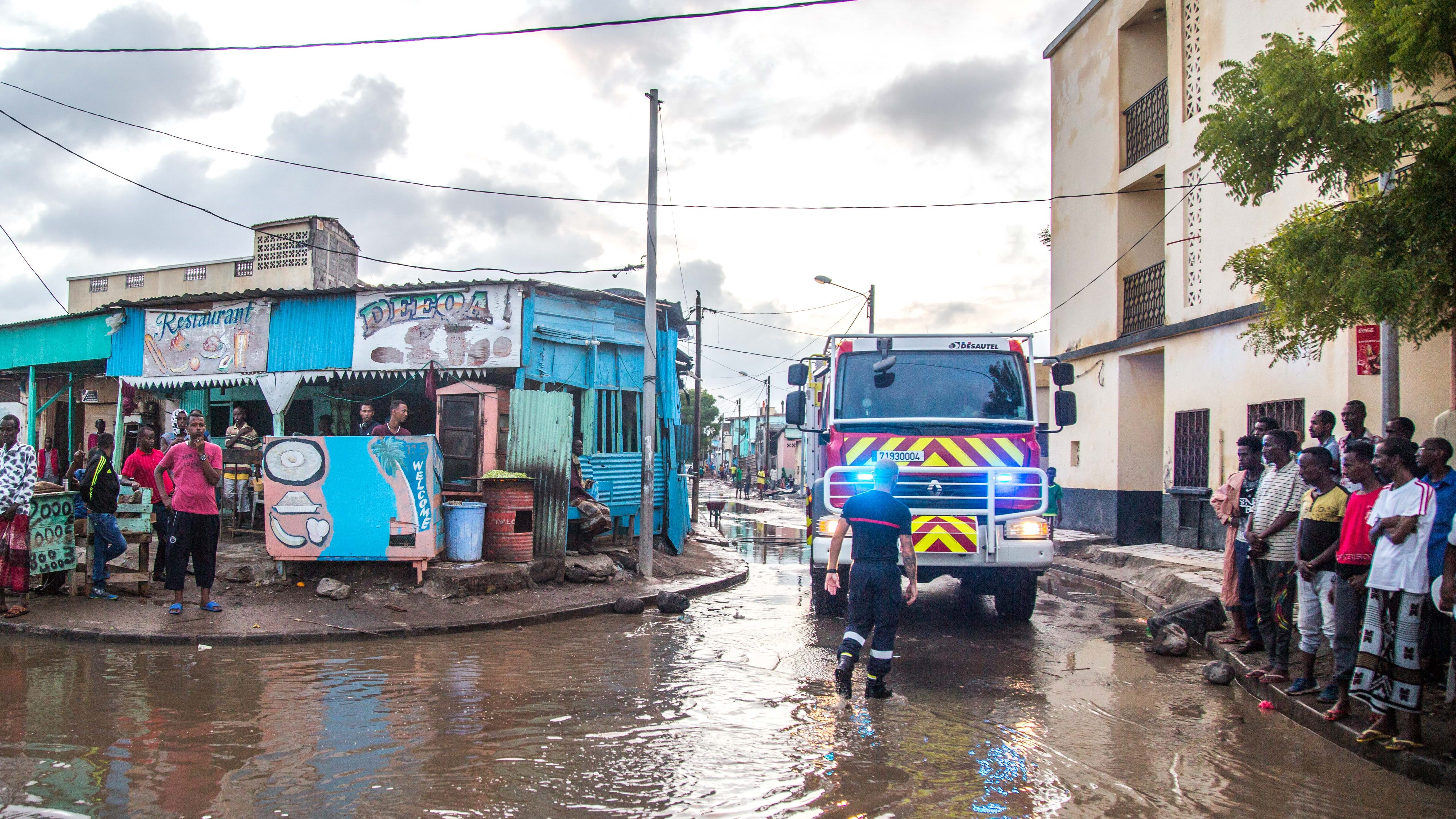
Pompier de l'ESIS portant assistance à la population djiboutienne à l'occasion des inondations de 2019

Grâce à ses capacités d’accueil, de protection et de projection, la base aérienne 188 contribue à la prévention des crises régionales. Elle a notamment contribué à l’envoi d’aide alimentaire dans la Corne d’Afrique en 2011, ainsi qu’à l’évacuation de ressortissants au Yémen en 2015. Elle assure également la fonction de hub logistique aérien régional pour l’ensemble des opérations dans cette partie du monde, en particulier vis-à-vis des territoires ultramarins d’océan Indien et des opérations en cours en Afrique et au Levant. Elle accueille et appuie des détachements européens dans le cadre de l’opération Atalante de lutte contre la piraterie maritime. Elle est en mesure d’intervenir et de projeter force et puissance dans la zone de responsabilité permanente du COMFOR, et au-delà en Afrique, Moyen-Orient et océan Indien en cas de nécessité.
Les unités et aviateurs de la base aérienne 188 ont ainsi participé aux opérations Chammal au Levant, Sangaris et Barkhane en Afrique centrale et de l’ouest en 2014-2015, Barkhane, Côte d’Ivoire et Gabon en 2021, à l’escorte des bâtiments de la Marine nationale en mer Rouge / Bab-El-Mandeb, ainsi qu’aux opérations de libérations d’otages des navires Ponant, Tanit et Carré d’As en 2008-2009.
Du 18 au 28 avril 2023 inclus la base aérienne 188 a été activée sous la forme d'un hub par les ministères des Armées et des Affaires étrangères et Européennes dans le cadre de l'opération Sagittaire. Les avions de transport militaires qui assuraient l'évacuation des ressortissants européens réalisaient des transits entre le Soudan et Djibouti. De là ils étaient ensuite acheminés par les airs jusqu'à leurs pays respectifs.

### Unités de la BA 188
La base aérienne est organisée selon le modèle des bases aériennes de l’Armée de l’air et de l’espace :
- Centre de commandement et de conduite des opérations aériennes (CCOA) ;
- Escadron de chasse 3/11 « Corse » - EC 3/11 : équipé de 04 Mirage 2000-5 de supériorité aérienne, il assure des missions de défense aérienne et d’assaut conventionnel. Le personnel tient également une mission d’alerte de défense aérienne permanente afin d’assurer l’intégrité de l’espace aérien djiboutien à travers la police du ciel ;
- Escadron de transport 88 « Larzac » - ET 88 : équipé d’un avion tactique de transport CN235 et de trois hélicoptères de recherche et sauvetage PUMA. Il est composé de deux escadrilles : BR 117 et BR 120. L’escadron effectue des missions d’aérotransport, d’aérolargage et d’aéroportage et tient une alerte permanente d’évacuation sanitaire. Plus spécifiquement, les équipages hélicoptère assure des missions de sauvetage (Search And Rescue – SAR), de jour comme de nuit, sur terre et sur mer ;
- Groupement d’appui à l’activité aérienne (GAA) qui soutient les opérations aériennes depuis les deux plateformes aéronautiques de Djibouti-Ambouli et Chabelley, et qui réunit différentes unités :

1. Centre militaire de contrôle 1C.188 – CMC ;
2. Escadron des systèmes d’Information et de communications aéronautique 1J.188 – ESICA ;
3. Escale aérienne militaire 1D.188 – EAM ;
4. Escadron de protection 1G.188 – EP ;
5. Escadron de soutien des matériels d’environnement aéronautique 2B.188 – ESMEa ;
6. Logistique déployée HM.188 – CLD ;

- Bureau coordination sécurité-protection – BCSP ;
- Bureau prévention environnement incendie – BPEI.
- Bureau interface avec les soutiens et la maîtrise de l’activité – BISMA ;
- Bureau ressources humaines – BRH ;
- Cabinet de la base aérienne – CAB ;
- Brigade de gendarmerie de l’air 01.188 – BGA.

La base aérienne accueille enfin un détachement de l’aviation légère de l’armée de terre (DETALAT) doté de 4 hélicoptères PUMA et de 3 hélicoptères Gazelle, un détachement occasionnel d’Atlantique 2 de la Marine nationale et un détachement espagnol équipé d’avions de patrouille maritime P3-Orion. La base aérienne 188 représente ainsi un concentré d’Armée de l’air et de puissance aérienne européenne en Afrique de l’Est.
En chiffres, la base aérienne 188 emploie directement 320 aviateurs, soldats et civils français, et accueille près de 1500 civils et militaires français et européens sur son emprise (1 000 militaires FFDj, 100 européens et 400 civils de recrutement local).
Pour assurer ses missions, la base aérienne est soutenue par la direction du commissariat, le groupement de soutien de la base de défense et les formations spécialisées des FFDj (infrastructure et réseaux d’infrastructure/systèmes d’information, santé des armées, essences et munitions) qu’elle accueille sur son emprise. Le commandant de la base aérienne 188 est conseiller air et espace du COMFOR FFDj, commandant de formation administrative, chef d’emprise, commandant militaire d’îlot, et référent air pour les 500 aviateurs des Forces françaises stationnées à Djibouti.
Les aviateurs sont au cœur du fonctionnement de la base aérienne. Partageant les valeurs de respect, d’intégrité, de sens du services et d’excellence, les aviatrices et aviateurs sont passionnés, engagés, précis, rigoureux et innovants. Avec ses multiples spécialités (navigant, mécanicien, logisticien, contrôleur aérien, pompier, médecin, fusilier-commando, maître-chien, spécialiste du transit, des systèmes d’information, des ressources humaines, du soutien...) et statuts (missions de courte durée et longue durée, civils), les aviateurs forment un équipage harmonieux, parfaitement intégrés en interarmées, où chacun à un rôle à jouer, tous étant nécessaires à la réalisation de la mission.

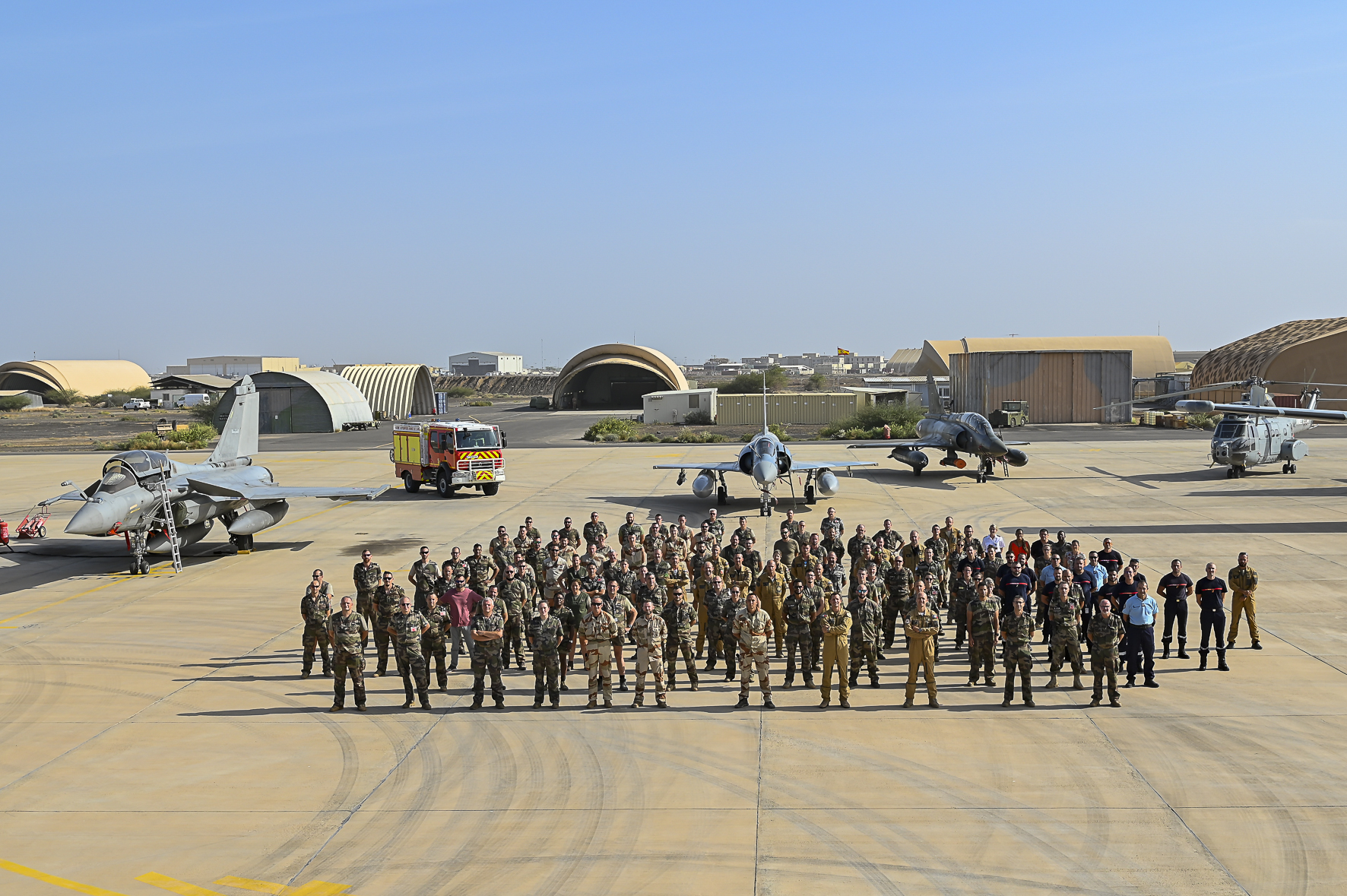
Photo des aviateurs de la base aérienne 188 « Colonel Massart » réalisée en janvier 2022

### Coopération régionale et interrégionale
La base aérienne concourt également aux missions interarmées des forces françaises stationnées à Djibouti. Elle met en œuvre des coopérations opérationnelles et des détachements d’instruction opérationnelle au bénéfice de forces partenaires de la région, dans la zone de responsabilité principalement avec Djibouti, l’Éthiopie, le Kenya et l’Ouganda, mais également avec et en appui des zones de responsabilités adjacentes (EAU, La Réunion, Gabon, Côte d’Ivoire). Elle contribue aux actions civilo-militaires à Djibouti. La base aérienne est aussi un centre d’excellence pour l’entraînement aux opérations aériennes en conditions désertiques et au combat de haute intensité. Elle interagit au quotidien avec le 5e régiment interarmes d’outre-mer (RIAOM) et la base navale, et accueille et entraîne régulièrement des formations françaises ou alliées, comme les forces aériennes et forces aériennes stratégiques ou les flottilles et certains bâtiments de la Marine nationale. La base aérienne 188 joue enfin un rôle actif auprès des familles, et plus largement de la communauté française à Djibouti (en accueillant notamment sur son emprise les clubs sociaux et artistiques de la défense, un musée de l’air, des espaces de sport et de jeux pour enfants, des commerces de proximité, et en organisant des activités pour les familles), et intervient auprès de la jeunesse (partenariat avec le Lycée Français dans le cadre du brevet d’initiation aéronautique, première escadrille air jeunesse à l’étranger). La base aérienne 188 « Colonel Massart » entretient un lien fort avec ses frères djiboutiens. La présence aéronautique militaire française, continue depuis 1932, et ses actions de coopération permettent aussi d’ancrer le rôle historique de la France à Djibouti et dans la région, notamment dans le domaine aérien.
En effet, forces françaises et djiboutiens travaillent ensemble et coopèrent à de nombreux niveaux permettant la bonne conduite des opérations aériennes militaires françaises et de celle de l’aéroport internationale de Djibouti (AID).
La coopération est notamment très marquée au sein de la tour de contrôle de l’AID où contrôleurs français et Djiboutiens contrôlent trafic civil et militaire côte à côte au quotidien.
Chaque année, les Forces armées djiboutiennes (FAD), et en particulier l’Armée de l’air, ainsi que de nombreuses hautes autorités militaires, politiques, et civiles djiboutiennes, font l’honneur de leur présence aux commémorations, cérémonies, et événements organisés par la BA 188.

## Coopérations internationales
Localement, la BA 188 réalise de multiples collaborations avec les forces en présence :
- Avec l’Armée de l’air djiboutienne et l’aéroport international de Djibouti ;
- Coopération militaire européenne (Espagne, Italie, Atalante) ;
- Coopération et interopérabilité interalliée (Europe, US, Japon).

Par ailleurs, depuis 2008, la BA188 assure un soutien opérationnel, technique et logistique au profit de détachements de l’Union européenne EUNAVFOR ATALANTE, opération de lutte contre la piraterie maritime :
- Le détachement P3 Orion Espagnol au titre de l’arrangement technique local entre le détachement espagnol ORION et la base aérienne 188 (2008) ;
- L’élément de soutien de l’opération européenne ATALANTE au titre de l’arrangement technique local entre l’état-major ATALANTE et les FFDJ (2009).

La BA 188 apporte également son soutien aux opérations américaines en donnant accès et utilisation à l’US Air Force du terrain d’aviation militaire français de Chabelley.

## Traditions et patrimoine
La mémoire et l’esprit de corps sont des fondements de la force morale des armées. Ils se forment, se nourrissent et se fortifient du souvenir des exploits et des sacrifices qui jalonnent et illustrent l’histoire de leurs unités. Les traditions englobent cette dynamique de cohésion, ce travail de mémoire et de transmission. Les insignes, monuments et cérémonies commémoratives constituent un patrimoine qui, honorant l’armée, contribuent au rayonnement de la base aérienne.

### Colonel Massart
Le Colonel Émile Massart est né le 31 octobre 1919 à Bordeaux, en Gironde. Il s’engage dans l’Armée de l’air en 1939 et rejoint les forces aériennes françaises libres au Royaume-Uni en juillet 1940. D’abord affecté au sein de la Royal Air Force, il rejoint ensuite le groupe de chasse Île-de-France où il effectue 392 missions de guerre sur Spitfire avant d’être abattu en mars 1945 au-dessus de l’Allemagne. Fait prisonnier, il sert après-guerre en tant qu’officier d’état-major avant de prendre le commandement de la 4e escadre de chasse à Friedrichshafen. Il est déployé en Indochine où il termine adjoint opérations du commandement de l’Air en Extrême-Orient, avant de rejoindre Israël en tant qu’attaché de l’Air.
En 1965, il est nommé commandant de l’Air de la côte française des Somalis et s’écrase à bord de son AD4 Skyraider le 9 mai 1968 au cours d’un exercice de tir air-sol à 15 kilomètres de Djibouti. L’issue lui sera fatale. Le colonel Massart compte 3 300 heures de vol sur avion de chasse. Il est commandeur de la Légion d’honneur, compagnon de la Libération, croix de guerre 1939-1945 et croix de guerre des théâtres d’opérations extérieures. Il laisse son nom à la base aérienne 188 de Djibouti en 1977.

### Insigne
L’insigne de la BA 188 est homologué le 03 août 1967 sous le numéro A.961.
Définition de l’héraldique : « Rondache d’azur à bordure de gueules chargée en cœur d’un soleil d’or soutenant un palmier de sinople. Brochant sur le tout charognard d’émail blanc. ».
Symbolisme : Le soleil de l’insigne, qui rappelle celui de l’escadron de transport outre-mer 0.88 « Larzac », met en exergue le climat torride de la région. Le palmier évoque la palmeraie d’Ambouli, voisine de la base. La mosquée de Djibouti rappelle que les autochtones sont musulmans (description avant l’indépendance) – que l’Islam est la religion de la république de Djibouti (depuis 1977). Le rapace stylisé marque l’appartenance à l’Armée de l’air et de l’Espace.

### Drapeau
Depuis le 09 mai 2011, la BA 188 se voit confier le drapeau de la 11e escadre de chasse. Ce drapeau est le symbole de la gloire et du sang versé lors des campagnes aériennes de Méditerranée pour libérer la France. Il représente également le passé djiboutien de l’escadron de chasse 4/11 « Jura équipé du F100 Super Sabre qui s’illustra dans le ciel djiboutien de 1973 à 1978 sous le nom emblématique de « Requins de la Mer Rouge ». La 11e escadre est familière du continent africain et nombreuses sont les opérations où elle fut engagée : Lamantin (1977), Tacaud (1978), Murene (1980), Barracuda (1980), Orque (1983), Manta (1983), Silure (1986) et Epervier (1986).
Le drapeau de la 11e escadre aérienne de chasse est décoré de la croix de guerre des théâtres d’opération extérieure. Il s’est vu attribuer les inscriptions suivantes : « Extrême-Orient 1950-1951 » pour son action en Indochine, « AFN 1952-1961 » pour sa participation à la guerre d’Algérie et « Koweït 1990-1991 » pour ses faits d’armes lors de l’opération « Tempête du désert ».

### Escadron de Transport 88 «Larzac» - ET 88
Insigne homologué par le service historique de l’Armée de l’air et de l’espace sous le numéro A-1048 par décision n°919/S.H.A.A./SYMB du 23 septembre 1975 : « D’or à un boutre de sable voguant sur une onde d’azur à senestre, une partie de la voile brochant à dextre un soleil de gueules issant d’une côte de sable ». L’insigne représente des traits caractéristiques du site, le soleil ardent, la mosquée de Djibouti et un palmier, un boutre de la mer rouge. Fabriqué par Drago, il comporte de nombreuses variantes (couleurs de vagues noires ou bleues, fond argenté ou doré), les modèles les plus anciens, avant la 2e guerre mondiale, comportent des vagues noires.
Le fanion de l’ETOM 00.088 est homologué sous le numéro A.358 par décision n°1273/SHAA/SYMB du 12 juin 1989. Forme : rectangulaire, bordé de franges d’or de trois centimètres. Avers : Azur. Reproduction de l’insigne de l’unité homologué sous le numéro A-1048 du 18 septembre 1975. Revers : Azur. Inscription en lettres d’or, sur deux lignes : « ESCADRON DE TRANSPORT OUTRE MER 88 ».
Par décision n°1863/DEF/CEMAA du 12 septembre 2012, portant sur le format de traditions des unités navigantes de l’Armée de l’air et de l’espace, le CEMAA attribue deux escadrilles à l’ET 88 : Les BR 117 (coq bombardier) et BR 120 (croix de Lorraine au chardon). Après acceptation du dossier par le Ministre de la Défense, cette décision se concrétise le 12 avril 2014 avec la cérémonie de remise de fanions de ces deux escadrilles à l’ET 88.
Enfin le 10 avril 2014, l'ET 88 se voit confier, la reprise des traditions des escadrilles BR117 « coq bombardier » et BR120 « croix de Lorraine aux chardons », deux sœurs d'armes issues de la Grande Guerre aux passés glorieux.

### Escadron de chasse 3/11 «Corse» - EC 3/11
« Ecu moderne tranché d’argent à une bisse de gueules posée en bande et adextrée de la mention SPA 88 stylisée d’or, et de gueules à une tête de chat de sable sénestrée de la mention SPA 69 également stylisée d’or, le chef de l’écu chargé des capitales GC.CORSE, le tout du même ».

#### Escadrille SPA 69
« Taillé d’email blanc à une rencontre de chat de sable d’or et de gueules à l’inscription d’or : SPA 69 ».

#### Escadrille SPA 88
« D’émail blanc à une bise ondoyante de gueule et d’or. En pointe, capitale S renfermant dans la boucle supérieure les capitale PA et dans la boucle inférieure le nombre 88, le tout d’or ».

### Escadron des systèmes d’information et de communications aéronautique 1J.188 - ESICA
Depuis le mois de juillet 2018, la brigade d’appui à la manœuvre aérienne du commandement des Forces aériennes a entrepris un travail visant à consolider l’esprit de corps de la famille de métiers des spécialistes des systèmes d’information et de communication aéronautiques.
En décembre 2018, le CEMAA retient le principe d’un insigne, un fanion et un nom de tradition aux 19 escadrons des systèmes d’information et de communication aéronautiques (ESICa).
La BAAMA/SIC a alors réalisée une matrice d’insigne intégrant les ailes dorées, symbole de l’Armée de l’air, supportant une roue dentée et une antenne radar rappelant l’appartenance à la famille des mécaniciens aéronautiques, taillées d’un éclair doré pour rappeler la spécialité SIC.
Par décision n°1009/ARM/CEMAA du 23 octobre 2019, le CEMAA attribue le nom de tradition « Grand Bara » à l’escadron des systèmes d’information et de Communication Aéronautique 1J188. Le Grand Bara est le Désert du sud de Djibouti, composé de vastes étendues de plaines de sable. Ce lieu géographique n’est pas sans rappeler le climat hostile et torride de la région.
L’insigne de l’ESICA est officiellement homologué par décision n°510309/ARM/SGA/DPMA/SHD/DHS/DSD/BAA du 13 décembre 2019 sous le numéro A 1520 à compter du 1er octobre 2019.
« Foudre d’or posé en barre adextré d’une demi-roue dentée d’argent ouverte d’orangé à un boutre stylisé en pointe sommé d’un charognard de candide et sénestré d’une antenne radar du second métal ouverte d’azur en chef, de candide à une étoile de gueules en abyme et de sinople en pointe, un vol d’or terrassant le tout ».
- Aile dorée : appartenance à l’Armée de l’air ;
- Roue dentée : appartenance au corps des mécaniciens ;
- Antenne radar : appartenance à la filière SICAéro ;
- Éclair doré : appartenance à la famille SIC ;
- Couleurs : rappel des couleurs du drapeau Djiboutien sur la partie droite (bleu, blanc, vert), orangé foncé pour le soleil omniprésent Africain sur la partie gauche (rappel de l’ancienne insigne) ;
- Motifs : voilier évoquant les boutres de la mer rouge (rappel de l’ancienne insigne), croix rouge faisant partie du drapeau Djiboutien, charognard (Aigle de Tadjourah) rappelant l’insigne de la BA188.

Le fanion de l’escadron des systèmes d’information et de communication aéronautique est homologué par décision n°500125/ARM/SGA/DPMA/SHD/DHS/DSD/BAA du 13 janvier 2020. La suite de ce projet identitaire de la famille des ESICAéro se poursuivra au premier semestre 2020, avec la remise officielle des fanions et insignes, à Villacoublay aux 19 commandants d’unité.

### Escale aérienne militaire 1D.188 - EAM
L’insigne de la base Transit Air 250 de Paris est homologué sous le numéro A-1158 :
« Globe terrestre de forme elliptique, aux continente de sable, mers d’asur, méridique et parallèle d’or, chargé dextre de trois figurines d’or et à senestre d’une caisse du même portant l’inscription « FRET » de sable. En point et supportant le tout : vol d’or ».
Conformément aux dispositions de la circulaire n°3689/EMAA/3/OP du 16 juin 197, l’insigne portera au verso le numéro d’homologation précédé de la lettre A.

### Escadron de protection 1G.188 - EP
L’insigne de manche de l’EP 1G.188 reprend l’insigne du béret des commandos de l’air sans le cercle. Une aile, une étoile, et un glaive, correspondant à : « L’aile te porte, l’étoile te guide, le glaive te défend », sur le fond le brevet parachutiste et derrière une carte d’Afrique et la représentation de deux avions de chasse. L’étoile de l’insigne est positionnée, au niveau de la carte, à l’emplacement de Djibouti.
Le fanion reprendre l’insigne de la BA 188 et l’insigne des fusiliers commandos en métal argenté et ajouré, aigle fondant sur sa proie, brochant sur un carré portant la devise « Sicut Aquila » (tel l’aigle). Cette devise latine, volontairement sobre, reste suffisamment explicative de la symbolique. Le cadre sur lequel se tient l’aigle n’a pas de signification particulière : il supporte la devise et renforce l’allure de l’insigne. L’insigne sera homologué le 27 octobre 1956 sous le numéro A690 (le Commandant Coulet est à l’origine de l’insigne le « Sicut Aquila », pour lequel il s’inspira des insignes du béret des parachutistes polonais).
Le fanion a été homologué le 01 janvier 2011 sous le numéro AF517.

### Centre militaire de contrôle 1C.188 - CMC
Ni insigne ni héraldique.

### Escadron de sécurité incendie et sauvetage 1H.188 - ESIS
La forme ovoïde rouge symbolise le feu qui doit être maitrisé dès sa naissance.
Le casque de forme moderne convient à l’image de l’Armée de l’air et de l’espace, il a été adopté par celle-ci en 1985.
L’aile, avec une roue dentée caractérise la fonction technique de l’unité.
La ceinture d’atomes évoque la mission de protection des armes et des installations nucléaires.
Le dauphin dont la réputation dans l’antiquité était de sauver les hommes du péril de la mer, symbolise la mission des sauveteurs plongeurs.

### Escadron de soutien des matériels d’environnement aéronautique 2B.188 - ESMEa
Ni insigne ni héraldique.

### Logistique déployée HM.188 - CLD
Ni insigne ni héraldique.

### Brigade de Gendarmerie de l’Air 01.188 - BGA
Ni insigne ni héraldique.

### Patrimoine

#### Espace Vexin
Cet espace est dénommé Vexin afin de rendre hommage à l’escadron Vexin et à ses mousquetaires qui auront marqué, pendant plus de trente ans, leur présence sur la terre Djiboutienne. Une stèle explique en détail l’historique de cet escadron de chasse.
Cet espace est dédié à la favorisation des échanges et de la cohésion autour de moments de détente. Il est composé d’une aire barbecue abritée et équipée et d’un espace carrelé abrité de 400 m2 environ, abrité et équipé de ventilateurs, permettant l’organisation d’événements de cohésion.

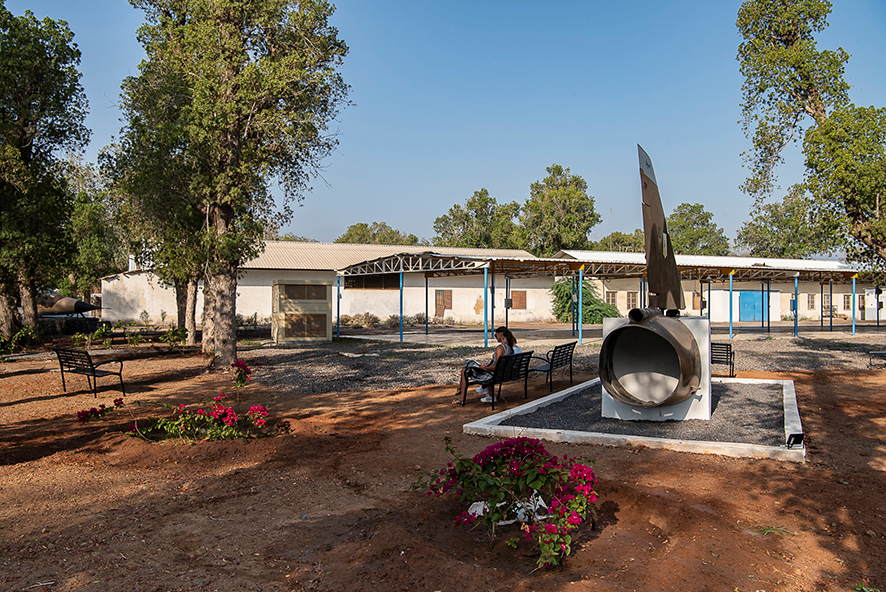
Espace Vexin

#### Salle Henri Potez
Cette salle est dénommée « Henry Potez » afin de rendre hommage au fondateur de la société des aéroplanes Potez dont plusieurs modèles ont marqué les débuts de la présence aéronautique française à Djibouti, à partir des années 1932 et 1933.
Cette salle revêt une double fonctionnalité. Une première partie est dédiée à un musée qui permet de conserver en son sein des témoignages historiques marquants (photos, insignes, maquettes, drapeaux...). Ce musée permet de sanctuariser cet héritage qui ne disposait précédemment pas d’un espace dédié et a vocation à présenter aux différents visiteurs de la base aérienne, l’histoire de la base et ses traditions.

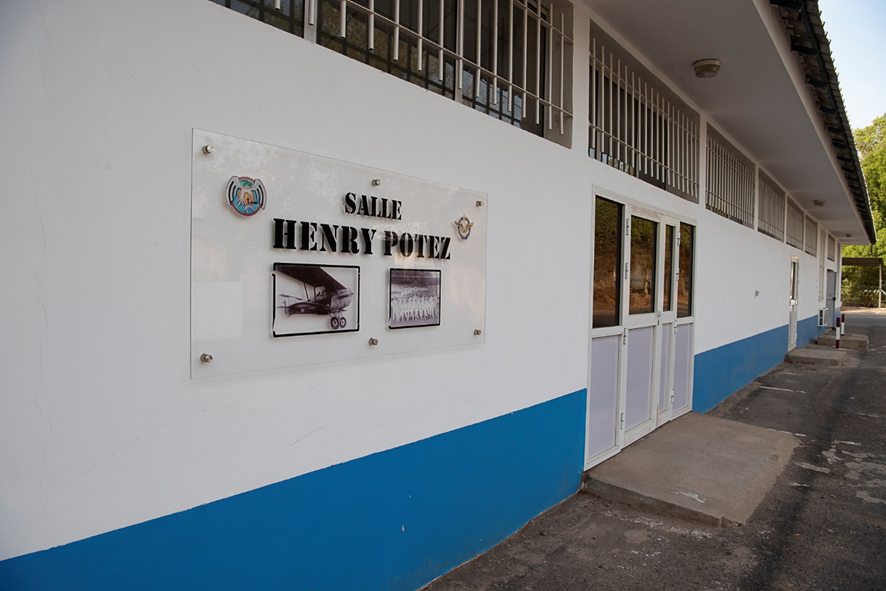
Salle Henri Potez

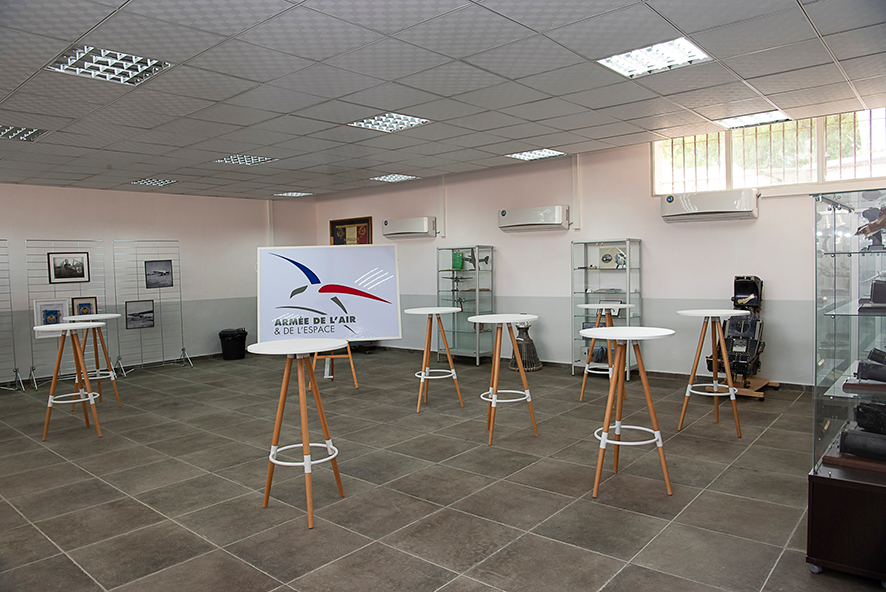
Musée et espace de réception de la salle Henry Potez

#### Stèle en l’honneur des aviateurs décédés en service aérien commandé aux FFDj
Il s’agit d’une stèle regroupant les noms des personnels décédés en service aérien commandé ayant appartenu à l’escadron de chasse, l’escadron de transport, le détachement aéronaval et le détachement de l’aviation légère de l’armée de terre. Chacune de ces unités déplore un ou plusieurs accidents aériens ayant conduit au décès d’équipages ou de passagers en mission.

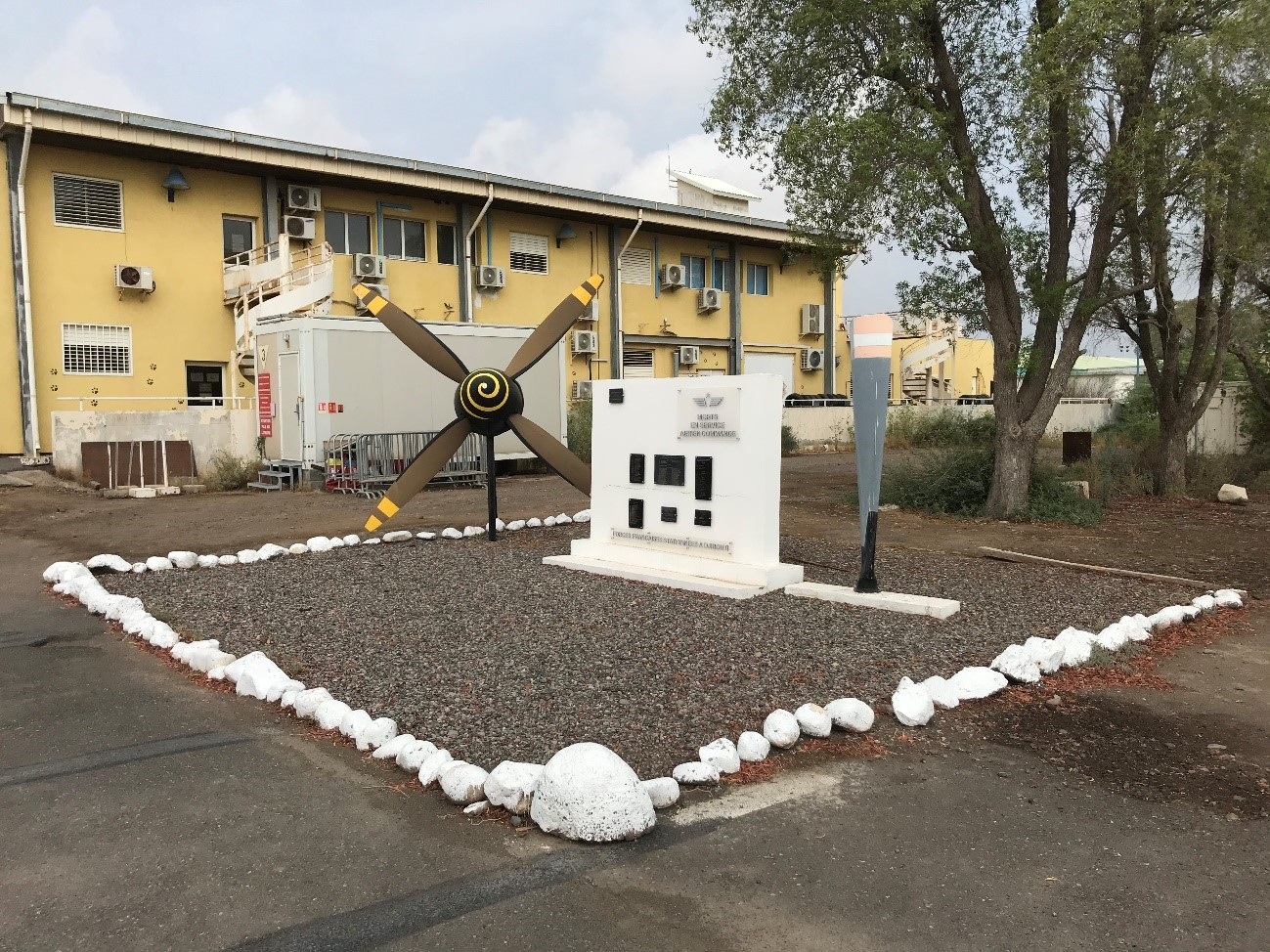
Stèle en l’honneur des aviateurs décédés en service aérien commandé aux FFDj

#### Stèle accident du 2 novembre 1965
Le mardi 02 novembre 1965, un Douglas C-47B-1-DL (DC-3) de l’ETOM 88 de l’Armée de l’air et de l’espace rallie l’aéroport de Obock depuis l’aéroport de Djibouti-Ambouli avec à son bord 30 personnels (25 passagers, 5 membres d’équipage). C’est en phase d’approche qu’il se crashe en ne laissant aucun survivant.

#### Accident aérien du mont Garbi
Le 3 février 1982, la deuxième section de la 4e compagnie du 2e REP de Calvi et le capitaine Philipponnat, officier adjoint, embarquent à bord du Nord 2501 N°140 avec 5 membres d’équipage du détachement aérien 188 pour effectuer une séance de saut sur le sol djiboutien. L'avion est complété par des légionnaires de la 13e DBLE, des parachutistes de l'état-major des forces françaises à Djibouti, ainsi qu’un marin du commando Jaubert. Alors que la météo se dégrade, l'équipage de l'avion cherche en vain à reprendre de l'altitude. À quelques kilomètres au nord-ouest du lac Assal, l'avion percute le sommet du Mont Garbi. 36 personnes étaient à bord. Il n'y aura aucun survivant.
Chaque année, une commémoration de cette tragédie est organisée sur les lieux de l’accident en présence de d’autorités militaires et civiles.

#### Aéronefs et pièces aéronautiques sur stèle
La BA 188 dispose de deux appareils en exposition statique : un Douglas AD4 Skyraider et un Mirage F1. Ces deux types d’aéronefs ont une valeur symbolique forte pour la BA 188 car ils représentent une partie des moyens chasse déployés historiquement sur le territoire djiboutien pour assurer les missions de police du ciel inscrites dans le traité de coopération et de défense signé entre la France et l’État djiboutien. Le Douglas AD4 Skyraider, notamment, était l’avion de dotation du Colonel Massart.
En 1963, l’escadron d’appui aérien 1/21 est créé, doté de Douglas AD4 « Skyraider ». Ces puissants monomoteurs renforcent considérablement la présence française dans cette région devenue territoire français des Afars et des Issas en 1967, soulignant son importance stratégique dans le contexte de guerre froide. Les « Skyraider » sont remplacés en 1973 par les North American F-100D « Super-Sabre » de l’escadron de chasse (EC) 4/11 « Jura », mis sur pied pour la circonstance et qui œuvre aux côtés du groupe aérien mixte d’outre-mer 88 équipé de Nord 2501 « Noratlas » et d’hélicoptères.
Le colonel Massart trouve la mort aux commandes d’un Skyraider AD4 le jeudi 9 mai 1968 au cours d’un exercice de tir.

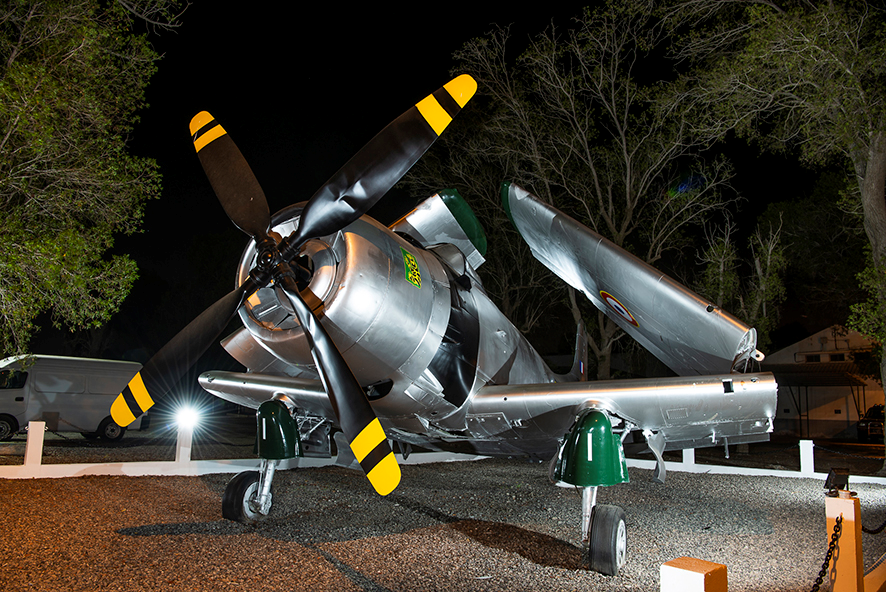
Douglas AD4 Skyraider

Lors de l’accession de Djibouti à l’indépendance en juin 1977, la base aérienne 188 « Colonel Massart » devient un détachement Air. La France y maintient un dispositif militaire, les Forces françaises à Djibouti (FFDj), auquel contribue l’Armée de l’air et de l’espace. En 1978, les Super Sabre cèdent la place aux Dassault Mirage IIIC de l’escadron de chasse 3/10 « Vexin », à leur tour relevés dix ans plus tard par des Mirages F-1C.

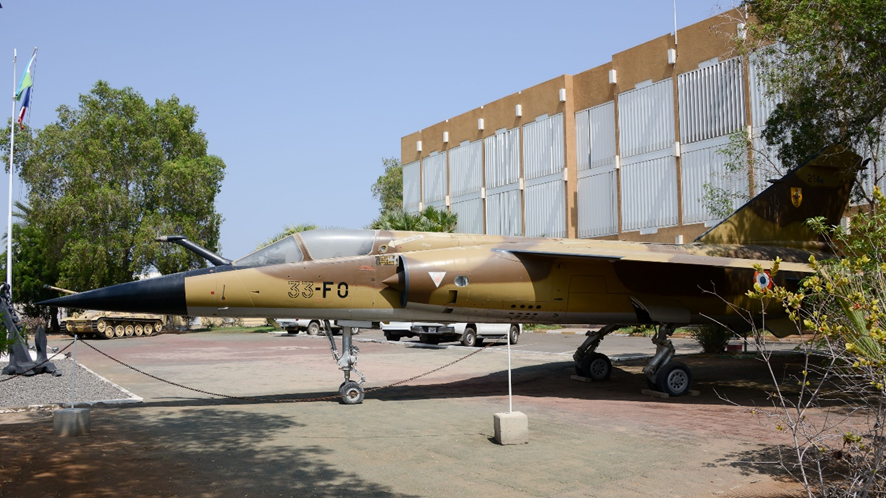
Mirage F-1

Le 28 juin 1983, l’E.T.O.M. dit adieu au Nord 2501 au profit du Transall. Jusqu’en 2011, l’ETOM 00.088 a la particularité de mettre en œuvre des aéronefs variés, dont un Transall rénové.

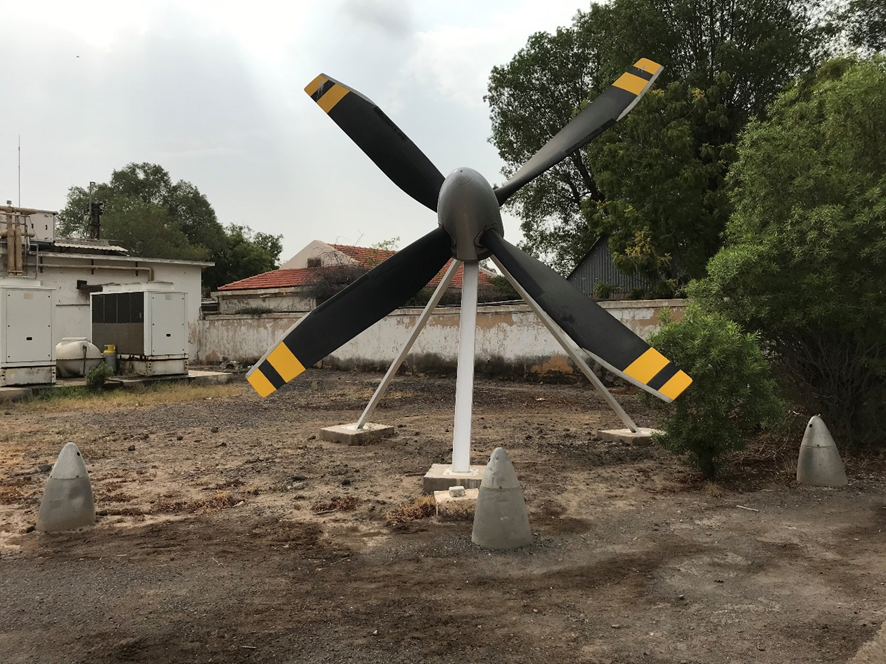
Hélice Transall C160R

Les Mirage III C arrivent en novembre 1978 à Djibouti. Cela après 6 000 km réalisés en trois jours à travers 5 escales (Istres, Brindisi, Souda, Le Caire, Djeddah) accompagnés de Mystère XX et de deux C160 Transall.
Le 31 décembre 1978, une cérémonie marque la dissolution de l’EC 4/11 « Jura » ainsi que la création de l’EC 3/10 « Vexin ».
Le 06 juin 1988, les quatre premiers Mirage F1C remplacent les Mirage IIIC du Vexin.

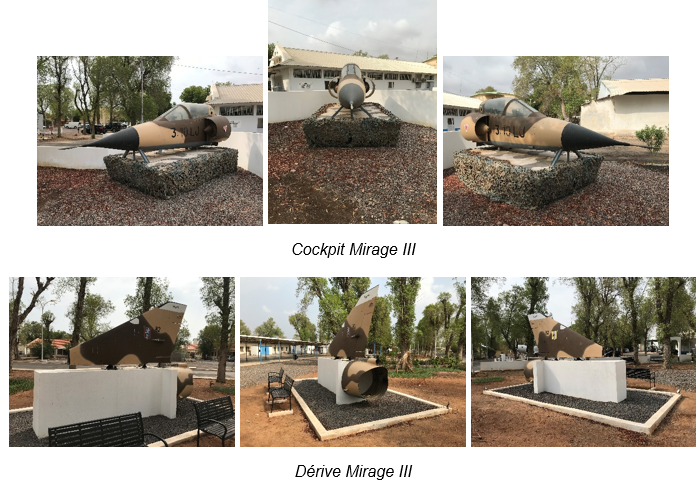
Cockpit et dérive de Mirage III

### Commandants de la base aérienne
| Aéronautique de la côte des Somalis 1932                                                                          |         |         |
| CNE BACHOU | juin-32 | nov-33  |
| CNE SONDAZ | dec-33  | juil-35 |
| Air Somalis 1934                                                                                                  |         |         |
| CNE MOGUEZ | juil-35 | juil-37 |
| CNE BILBAUT | aou-37  | juin-41 |
| CNE DELCEE | juil-41 | nov-42  |
| CNE LAGER | dec-42  | fev-43  |
| LCL COLLET DE CANTELO                                                                                             | mars-43 | sept-44 |
| LCL NOEL | oct-44  | dec-45  |
| CNE MARTIN | janv-46 | avr-46  |
| CDT DE TOURTIER                                                                                                   | avr-46  | mai-48  |
| LCL WRIER | juin-48 | mai-51  |
| LCL PINTEAUX | juin-51 | aou-53  |
| LCL EUGENE | sept-53 | aou-55  |
| COL RIVET | sept-55 | aou-57  |
| LCL REBIERE | sept-57 | mai-60  |
| COL GELIN | juin-60 | oct-62  |
| COL ROY | nov-62  | nov-64  |
| LCL TRIPOZ | dec-64  | nov-66  |
| Territoire français des Afars et des Issas 1967                                                                   |         |         |
| LCL PIERRE | dec-66  | juin-69 |
| COL LAFOND | juil-69 | juin-71 |
| COL CHEVAILLIER                                                                                                   | juil-71 | juin-73 |
| COL HUBAC | juil-73 | aou-75  |
| COL GUIN | aou-75  | juin-77 |
| |         |         |
| Détachement air 188 « Colonel Massart »                                                                           |         |         |
| République de Djibouti 1977                                                                                       |         |         |
| Commandant le détachement air 188                                                                                 |         |         |
| COL GUIN | juil-77 | juil-77 |
| COL VUILLEMOT | juil-77 | juil-79 |
| COL SIMMONET | juil-79 | juil-81 |
| COL CLOAREC | juil-81 | juil-83 |
| COL PEIFFER | juil-83 | juil-85 |
| Commandant le DA 188 et Adjoint air                                                                               |         |         |
| COL NEVEZ | juil-85 | juil-87 |
| COL HAUBOIS | juil-87 | juil-89 |
| COL ESCOFFIER | juil-89 | juil-91 |
| COL MALABRY | juil-91 | juil-93 |
| COL COFFY | juil-93 | juil-95 |
| Commandant le DA 188 et Comair                                                                                    |         |         |
| COL IMBERTI | juil-95 | juil-97 |
| COL AUBERT | juil-97 | juil-99 |
| COL ROUZAUD | juil-99 | juil-02 |
| COL CHARAIX | juil-02 | sept-02 |
| Commandant les forces aériennes et la base aérienne 188                                                           |         |         |
| COL CHARAIX | oct-02  | juil-04 |
| COL LANATA | juil-04 | juil-06 |
| COL KURTZ | juil-06 | sept-07 |
| Adjoint Air du général commandant les Forces françaises stationnées à Djibouti et commandant la base aérienne 188 |         |         |
| COL KURTZ | sept-07 | juil-08 |
| COL FERLET | juil-08 | juil-10 |
| COL DUPONT | juil-10 | juil-11 |
| Commandant de la base aérienne 188                                                                                |         |         |
| COL DUPONT | juil-11 | juil-12 |
| COL SABENE | juil-12 | juil-14 |
| COL LEVERRIER | juil-14 | juil-16 |
| COL PENET | juil-16 | juil-18 |
| COL TRICOT | juil-18 | juil-20 |
| COL SAUNIER | juil-20 | juil-22 |
| COL COULIBALY | juil-22 |         |